# Балезино
Балезино́ — посёлок (ранее посёлок городского типа) в Удмуртии. Административный центр Балезинского муниципального округа, крупнейший его населённый пункт. Образовывал муниципальное образование Балезинское со статусом сельского поселения (до 2012 года городского поселения) как единственный населённый пункт в его составе. Законом Удмуртской Республики от 17.05.2021 № 49-РЗ сельское поселение к 30 мая 2021 года упраздняется в связи с преобразованием муниципального района в муниципальный округ.

## География
Расположен в 125 км севернее столицы республики города Ижевска, в 30 км к юго-востоку от города Глазова, на левом берегу реки Чепцы. Одна из крупнейших железнодорожных станций на участке Киров — Пермь Горьковской железной дороги, является стыковой для переменного и постоянного токов. Минимальное время стоянки пассажирских поездов 23 минуты.

## Этимология названия
Существует две версии происхождения названия Балезино. По одной из них, не подтверждённой документально, в 1586 году царь Фёдор Иоаннович грамотой от 1588 года за верную службу в Сибири даровал на правом берегу Чепцы часть земли братьям Даниилу и Елизару Балезиным. По другой версии, название происходит от соединения удмуртских слов  баля «овца» и син «глаз, око», то есть дословно — «овечий глаз». Так называли место, откуда бьёт родник.

## История

### Предыстория
Первые поселения в бассейне реки Чепцы появились в VI—VII веках. В VIII—XII веках недалеко от села Балезино функционировало Балезинское городище чепецкой археологической культуры. Удмурты, заселившие эти места в конце XVI века, назвали это место Узякар «городище (рода) Узя» (село было основано представителями этого удмуртского рода) или Карйыл «верхнее городище». Путешественник Н. П. Рычков, в 1770 году посетивший Вятскую губернию, упоминает о нём как о Чёртовом городище.

### История села
Первые сведения о поселении Балезино в переписях относятся к 1586 году. По переписи 1615 года, в Балезино насчитывалось 9 жилых дворов и один пустой, всего мужчин — 19 человек. По переписи 1678 года, количество дворов достигло 46. После открытия Петропавловской церкви в 1746 году деревня Балезинская стала называться селом. С 1796 года входит в Глазовский уезд Вятской губернии.
Для подготовки Сибирского тракта к проезду царя Александра I были затрачены огромный труд крестьян и государственные средства. Только на постройку плавучего моста через Чепцу возле Балезино согнали около сотни крестьян.
В конце июля 1826 года через Глазов и село Балезино проследовала первая партия декабристов, включая Е. П. Оболенского, В. Л. Давыдова, А. 3. Муравьёва и А. И. Якубович. Спустя два дня проехали С. П. Трубецкой, С. Г. Волконский, братья А. И. Борисов и П. И. Борисов.
В 1840 году село Балезино становится волостным центром, была построена школа, медицинский пункт.

### Основание посёлка
Посёлок, названный в честь села, основан в 1897 году на другом (левом) берегу Чепцы в связи со строительством Транссибирской железнодорожной магистрали. Первый железнодорожный состав проследовал через станцию Балезино 29 октября 1898 года.
Открытие в 1899 году движения поездов по Пермь-Котласской железной дороге, проходившей через Балезино, способствовало превращению его в пристанционный посёлок. В 1913 году на станции проживало 86 человек. 15 июня 1929 года Балезино стало районным центром. С 26 октября 1938 получил статус рабочего посёлка.

### Гражданская война
В декабре 1918 года 3-я армия оставила Пермь и отступила за Каму, прикрывая дорогу на Глазов и Балезино. В боях участвовала 29-я стрелковая дивизия под командованием В. Ф. Грушецкого. В марте—апреле на станции находился штаб и политсовет дивизии. 17 марта 1919 года для организации помощи Восточному фронту был образован Глазовский военно-революционный комитет во главе с М. Ф. Исуповым. Большое значение командование РККА придавало железнодорожному мосту через Чепцу, расположенному в 7 километрах от станции.
20 апреля 1919 года село Балезино было занято передовыми частями Сибирской белой армии. После расширения партизанского движения и усиления Красной армии в мае—июне 1919 года части белой армии оставили Глазовский уезд.

### Великая Отечественная война
В годы войны промышленность района перестроилась на нужды фронта. Основное внимание было сосредоточено на лесозаготовке и железнодорожной станции. Для заготовки леса привлекались бригады из ближайших колхозов и добровольцы. Зимой 1942 года началось строительство железной дороги Балезино — Ижевск.
Более 4000 балезинцев награждены медалями за участие в боях, в том числе Герои Советского Союза А. Д. Торопов, А. А. Русских.

## Известные уроженцы
- Лутовинов, Александр Ильич — российский государственный деятель, член Совета Федерации РФ (с 2023 г.).
- Касимов, Энвиль Владимирович — российский политик, журналист, художник. Депутат Госсовета Удмуртии второго-пятого созывов. Главный редактор газеты «Удмуртская правда».[20])

## Население
| 1959    | 1970    | 1979    | 1989    | 2002    | 2009    | 2010    | 2012    | 2013    |
| ------- | ------- | ------- | ------- | ------- | ------- | ------- | ------- | ------- |
| 11 808  | ↗14 507 | ↗16 374 | ↗18 492 | ↘16 804 | ↘16 038 | ↗16 121 | ↘15 760 | ↘15 437 |
| 2014    | 2015    | 2016    | 2017    | 2018    | 2019    | 2020    | 2021    |         |
| ↘15 183 | ↘15 018 | ↘14 875 | ↘14 772 | ↗14 793 | ↘14 716 | ↘14 569 | ↘14 459 |         |

## Экономика
Основные отрасли промышленности: лёгкая, пищевая, деревообрабатывающая, строительных материалов. Крупнейшее предприятие: Балезинский литейно-механический завод. Среди предприятий работают ПК «Балезинский ЗСМ», ПАО «Балезинское РТП», МУП ЖКХ «Энергетик», ООО «Балезинский ДОК», Балезинское потребобщество, ПАО «Балезинский ЛМЗ», ООО «НиК», ООО «Чепецкий», ООО «Стройиндустрияхолдинг», ООО «Роса», ООО «Баркас», ООО «Балезинская МСО», Балезинское ДУ, ГУ УР «Балезинское лесничество», Филиал ПАО «Удмуртлестоппром», ООО «Руми», ПАО «Спиртзавод «Балезинский», ООО «СНиКА», ИП Дукалис.

## Социальная сфера
В посёлке функционируют 4 школы, 6 детских садов, детский дом, школа искусств, центр детского творчества, 2 библиотеки, клуб, больница, районный организационный методический центр, молодёжный центр и комплексный центр социального обслуживания населения. В 2000 году открыт историко-краеведческий музей.
Ежегодно в Балезино проводится Всероссийский легкоатлетический пробег на призы заслуженного мастера спорта А. Корепанова.

## Галерея
- Памятник строителям ветки Пибаньшур-Ижевск
- Храм Казанской иконы Божьей Матери
- Железнодорожный вокзал
- На станции Балезино
- На станции Балезино
- На станции Балезино
- Жилые постройки в Балезино
- Трактор ДТ-54 — памятник к 75-летию Балезинского РТП
- Река Чепца в Балезино